# Увельський район
Увельський район - муніципальне утворення в Челябінській області РФ.
Адміністративний центр - селище Увельський.

## Географія
Увельський район межує із землями Троїцького, Пластовського, Єткульского та Октябрського районів. Площа території - 2330,2 км², сільськогосподарські угіддя - 157,8 тис. га.

## Історія
Перші російські населені пункти на Уральській землі вперше з'явилися в середині XVIII століття як військові поселення, увійшли потім до складу Оренбурзького козачого війська. В 1748 році з'явилося перше поселення - станиця Кичигінська, зараз село Кичигина, а в 1749 році станиця Нижньоувельська (нині місто Южноуральськ) як центр Увельського козацтва з наказним отаманом на чолі. Пізніше, в 1758-1759 роках, закладаються козачі станиці Хомутинінська та Дуванкульська. У першій половині XIX століть територія району стала заселятися кріпаками з Курської, Тамбовської, Пензенської та інших губерній Росії.
Увельський район утворений 24 травня 1924 року на основі територій Андріївської волості (і частини територій сусідніх волостей) Троїцького повіту Оренбурзької губернії.
Районний центр Увельський муніципального району засновано в 1749 році як військова фортеця, розташована на березі річки Увелька. Звідси і назва селища.
До початку 20 століття на території сучасного Увельського району розташовуються три волості: Андріївська (центр - село Петрівка), Єгорьєвська (село Мордвинівка) та Катерининська (село Миколаївка), а також станиця Нижньо-Увельська, якій підпорядковувалося 26 козачих поселень.
Офіційна дата освіти району - 1924 рік, тоді ж і станиця Увельський перейменована в селище, яке і стало районним центром.
Розвитку промисловості сприяли багаті родовища корисних копалин: будівельного і формувального піску, вогнетривкої глини. У 1926 році створено Нижньо-Увельське кар'єроуправління тресту «Востоксталь» з видобутку для металургійних підприємств країни вогнетривкої глини і піску (нини «Челябінське рудоуправління»). Утворена артіль «Ударник» з виробництва цегли з увельської глини. Створено Красносельський баритовий рудник, почався промисловий видобуток кам'яного вугілля на вугільних розрізах Красногорський та Кулляр. Найстаршим підприємством вважається залізнична станція Нижньо-Увельська (діє з 1912 року). Будинок залізничної станції було побудовано за проектом знаменитого архітектора, письменника М. Г. Гаріна-Михайлівського.

## Економіка
Площа, яку займає під сільгоспугіддя, становить 158 363 гектари. У центрі району, селищі Увельський, розташований один з найбільших в області комбінат хлібопродуктів «Злак». Провідні підприємства і галузі району - ТОВ «Ресурс», ТОВ «Увелка» , ТОВ «Кварц» , колгосп «Світанок», молочний комбінат «Камела», Увельський Агропромснаб", науково-виробничий кооператив «Альтернатива», агрофірма «Калінінська», Кичигінський ремонтний завод та інші.

## Транспорт
Через район проходить велика залізнична магістраль з вантажопасажирської станцією Нижня-Увельська. Район прив'язаний до автодоріг республіканського значення Челябінськ-Алма-Ата, Челябінськ-Картали.